# Vedrette di Ries
Le Vedrette di Ries (in tedesco Rieserferner-Gruppe o solo Rieserferner) sono un gruppo montuoso che si trova lungo la linea di confine tra l'Italia e l'Austria. In Italia interessano la provincia autonoma di Bolzano; in Austria il Tirolo. Sono inserite nel Parco naturale Vedrette di Ries-Aurina.

## Classificazione

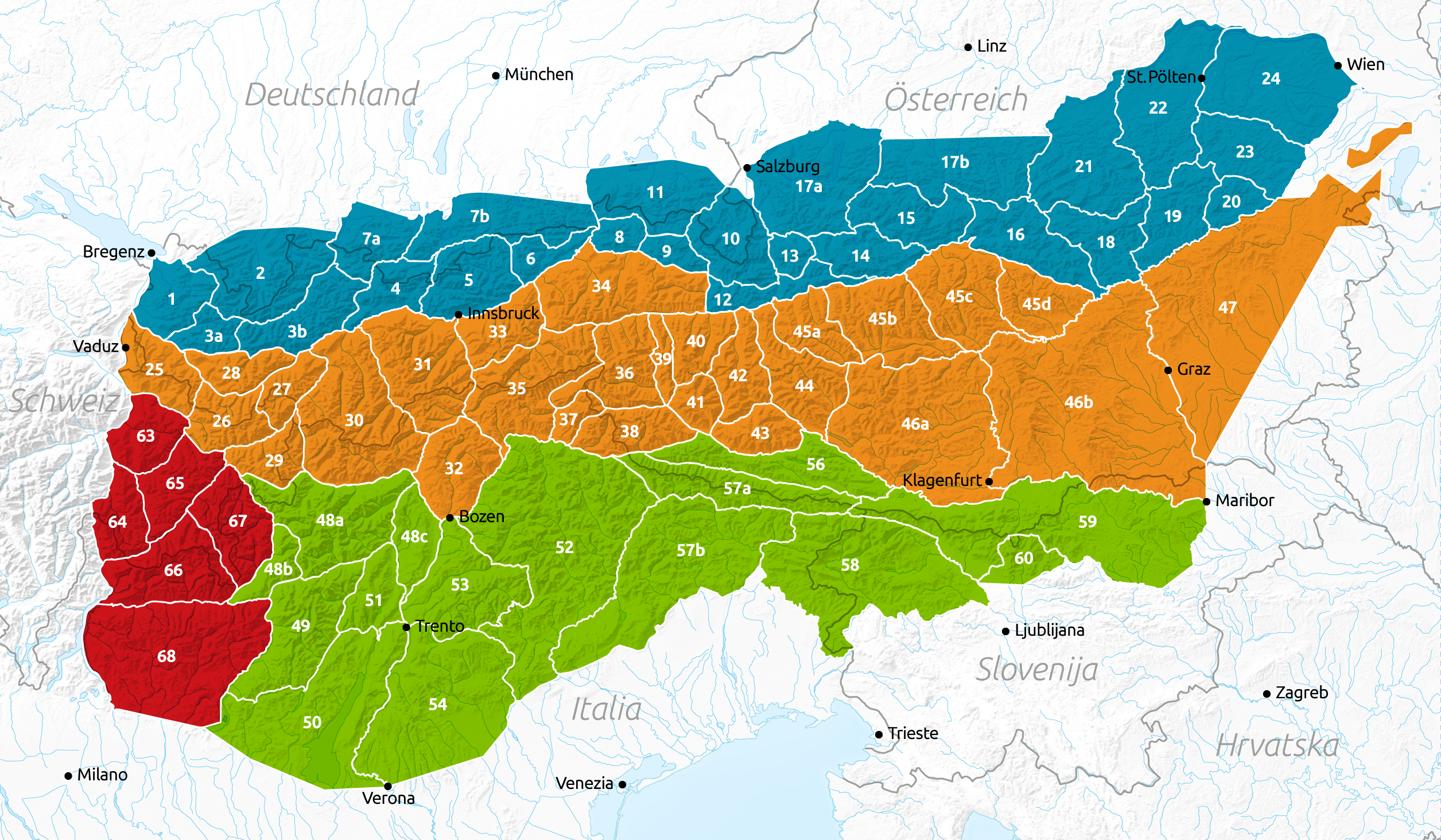
Le Vedrette di Ries secondo l'AVE sono individuate dal numero 37.

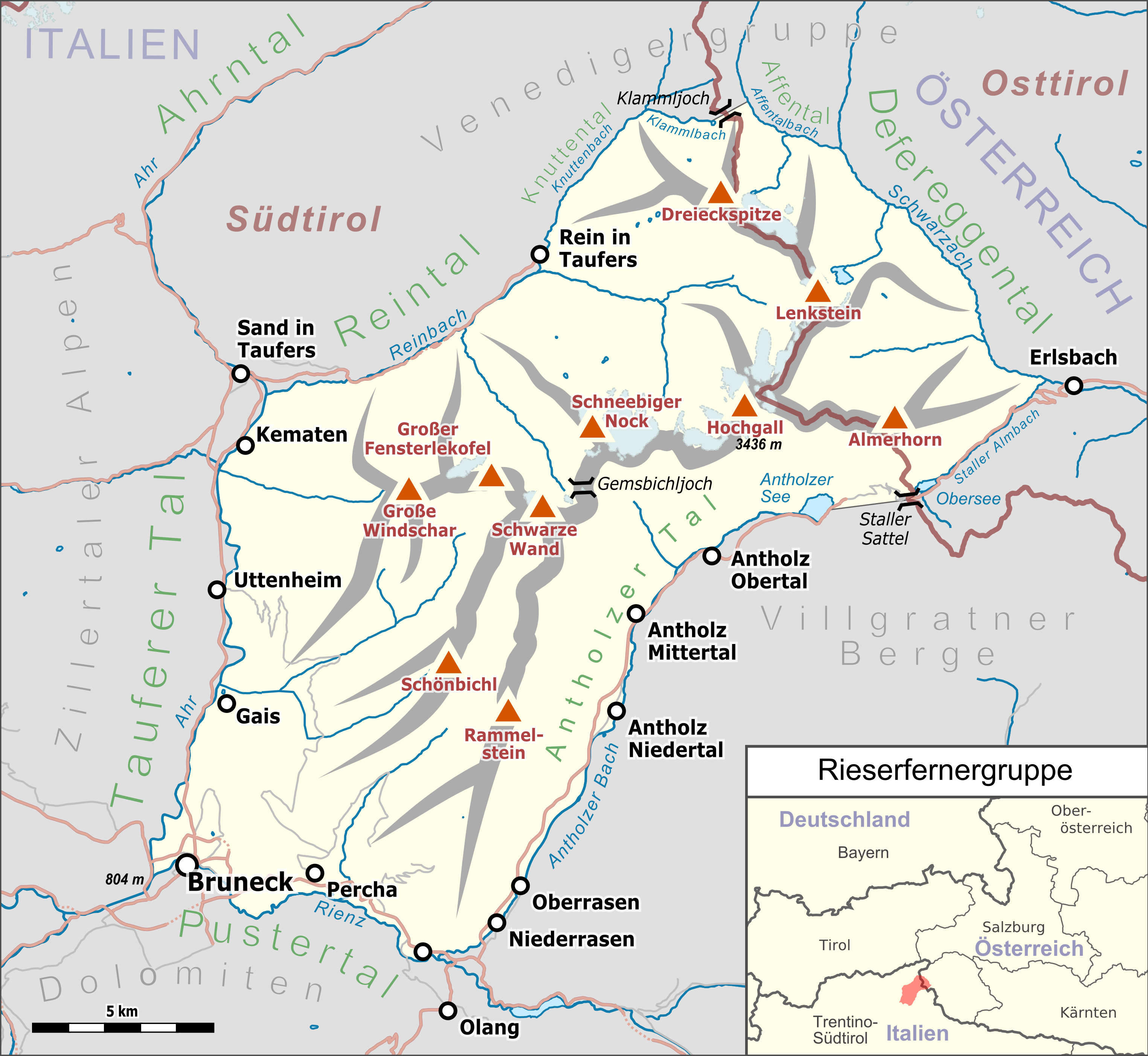
Cartina dettagliata del gruppo montuoso.

Secondo la SOIUSA le vedrette di Ries sono un supergruppo alpino ed hanno la seguente classificazione:
- Grande parte = Alpi Orientali
- Grande settore = Alpi Centro-orientali
- Sezione = Alpi dei Tauri occidentali
- Sottosezione = Alpi Pusteresi
- Supergruppo = Vedrette di Ries
- Codice = II/A-17.III-A

Secondo la classificazione tedesca dell'AVE costituiscono il gruppo n. 37 di 75 nelle Alpi Orientali.

## Delimitazione
Le vedrette di Ries sono delimitate:
- a nord dal passo Gola (2.291 m)
- a nord-est dalla Defereggental
- ad est dal passo Stalle
- a sud-est dalla valle di Anterselva
- a sud dalla val Pusteria
- ad ovest dalla val di Tures
- a nord-ovest dalla val di Riva.

## Monti principali

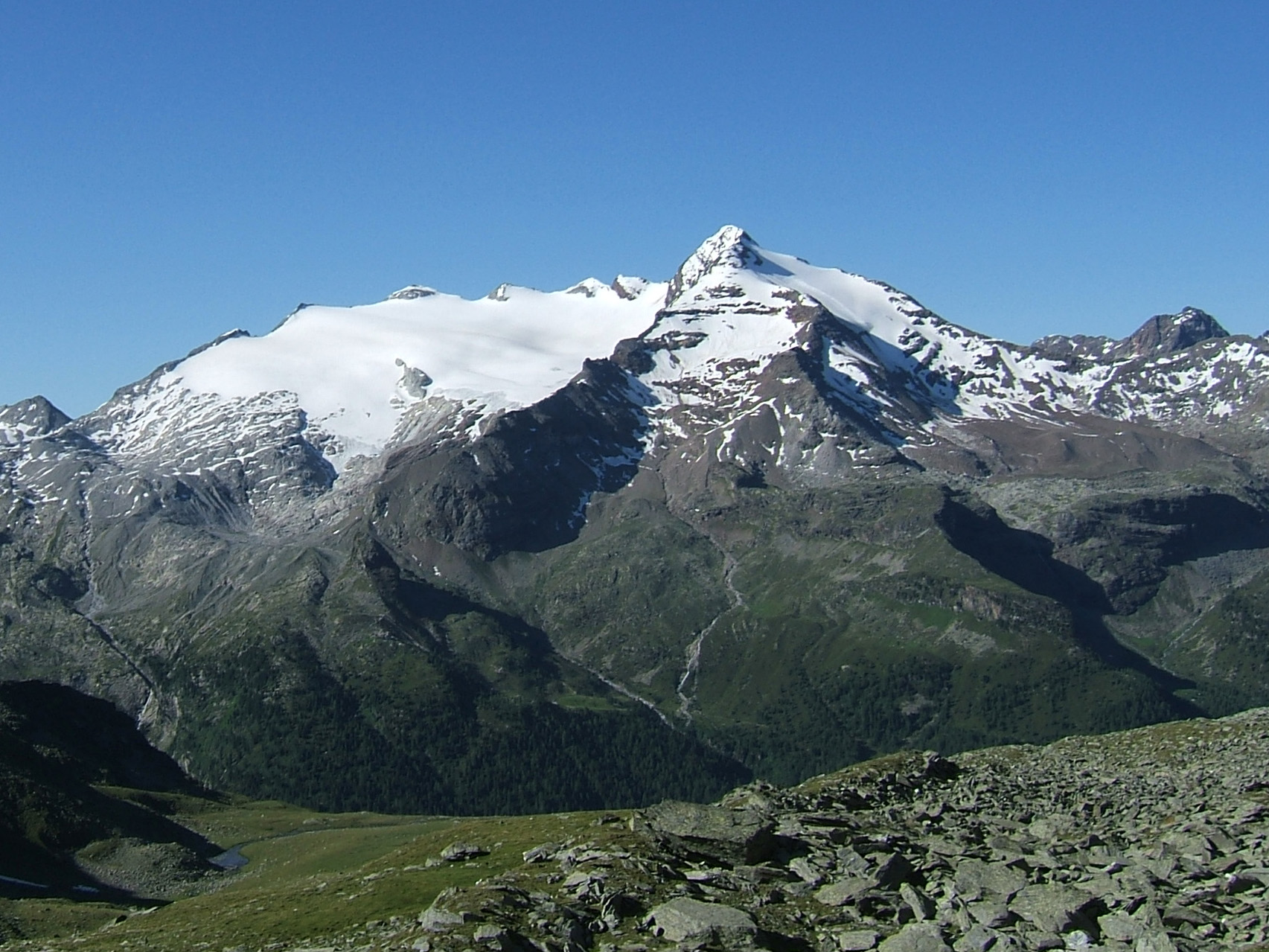
Monte Nevoso

- Monte Collalto (Hochgall) - 3.436 m
- Monte Nevoso (Schneebiger Nock) - 3.358 m
- Monte Collaspro (Wildgall) - 3.273 m
- Monte Magro (Magerstein) - 3.273 m
- Sassolungo di Collalto (Lenkstein) - 3.226 m
- Croda Nera (Schwarze Wand) - 3.105 m
- Cima del Vento Grande (Große Windschar) - 3.041 m
- Cima delle Otto (Achternock) - 2.667 m

## Rifugi

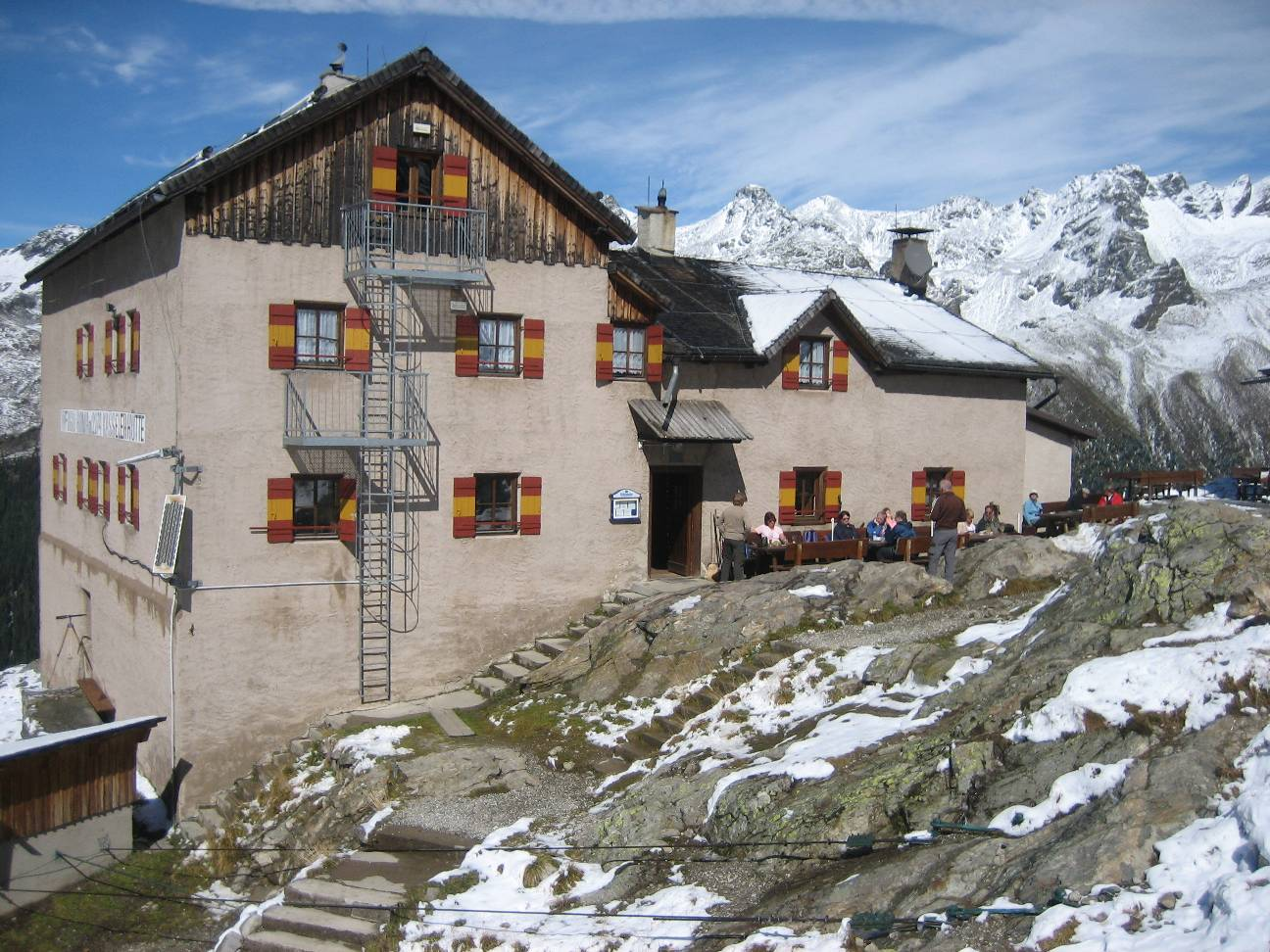
Rifugio Roma alle Vedrette di Ries

Per facilitare la salita alle vette e l'escursionismo di alta montagna le vedrette di Reis sono dotate di alcuni rifugi alpini:
- rifugio Vedrette di Ries - 2.792 m
- rifugio Roma alle Vedrette di Ries - 2.276 m
- rifugio Brigata Tridentina - 2441 m